# Liste der Bischöfe von Selby
Die Liste der Bischöfe von Selby stellt die Suffraganbischof der Church of England, des Erzbistums York, in der Kirchenprovinz York dar. Der Titel wurde nach der Kleinstadt Selby benannt.
| Von  | Bis  | Name                  | Anmerkungen               |
| ---- | ---- | --------------------- | ------------------------- |
| 1939 | 1940 | Harry Woollcombe      | vorher Bischof von Whitby |
| 1941 | 1962 | Carey Knyvett         |                           |
| 1962 | 1971 | Douglas Sargent       |                           |
| 1972 | 1983 | Morris Maddocks       |                           |
| 1983 | 1991 | Clifford Barker       | vorher Bischof von Whitby |
| 1991 | 2003 | Humphrey Taylor       |                           |
| 2003 | 2014 | Martin Wallace        |                           |
| 2014 | 2024 | John Bromilow Thomson |                           |
| 2024 |      | Flora Winfield        |                           |